# Llista d'asteroides/98301–98400
| Nom     | Designació provisional | Data de descobriment | Lloc de descobriment | Descobridor/s  |
| ------- | ---------------------- | -------------------- | -------------------- | -------------- |
| 98301 - | 2000 SS237             | 25 de setembre, 2000 | Socorro              | LINEAR         |
| 98302 - | 2000 SX237             | 25 de setembre, 2000 | Socorro              | LINEAR         |
| 98303 - | 2000 SZ237             | 25 de setembre, 2000 | Socorro              | LINEAR         |
| 98304 - | 2000 SJ241             | 23 de setembre, 2000 | Socorro              | LINEAR         |
| 98305 - | 2000 SG243             | 24 de setembre, 2000 | Socorro              | LINEAR         |
| 98306 - | 2000 SP243             | 24 de setembre, 2000 | Socorro              | LINEAR         |
| 98307 - | 2000 SO251             | 24 de setembre, 2000 | Socorro              | LINEAR         |
| 98308 - | 2000 SY251             | 24 de setembre, 2000 | Socorro              | LINEAR         |
| 98309 - | 2000 SF254             | 24 de setembre, 2000 | Socorro              | LINEAR         |
| 98310 - | 2000 ST256             | 24 de setembre, 2000 | Socorro              | LINEAR         |
| 98311 - | 2000 SO257             | 24 de setembre, 2000 | Socorro              | LINEAR         |
| 98312 - | 2000 SK258             | 24 de setembre, 2000 | Socorro              | LINEAR         |
| 98313 - | 2000 SP258             | 24 de setembre, 2000 | Socorro              | LINEAR         |
| 98314 - | 2000 SA259             | 24 de setembre, 2000 | Socorro              | LINEAR         |
| 98315 - | 2000 SG261             | 24 de setembre, 2000 | Socorro              | LINEAR         |
| 98316 - | 2000 SQ261             | 24 de setembre, 2000 | Socorro              | LINEAR         |
| 98317 - | 2000 SR262             | 25 de setembre, 2000 | Socorro              | LINEAR         |
| 98318 - | 2000 SR263             | 26 de setembre, 2000 | Socorro              | LINEAR         |
| 98319 - | 2000 SQ265             | 26 de setembre, 2000 | Socorro              | LINEAR         |
| 98320 - | 2000 SA269             | 27 de setembre, 2000 | Socorro              | LINEAR         |
| 98321 - | 2000 SS269             | 27 de setembre, 2000 | Socorro              | LINEAR         |
| 98322 - | 2000 SY269             | 27 de setembre, 2000 | Socorro              | LINEAR         |
| 98323 - | 2000 SB270             | 27 de setembre, 2000 | Socorro              | LINEAR         |
| 98324 - | 2000 SK271             | 27 de setembre, 2000 | Socorro              | LINEAR         |
| 98325 - | 2000 SR273             | 28 de setembre, 2000 | Socorro              | LINEAR         |
| 98326 - | 2000 SG274             | 28 de setembre, 2000 | Socorro              | LINEAR         |
| 98327 - | 2000 SN274             | 28 de setembre, 2000 | Socorro              | LINEAR         |
| 98328 - | 2000 SU276             | 30 de setembre, 2000 | Socorro              | LINEAR         |
| 98329 - | 2000 SB278             | 30 de setembre, 2000 | Socorro              | LINEAR         |
| 98330 - | 2000 SE286             | 24 de setembre, 2000 | Socorro              | LINEAR         |
| 98331 - | 2000 SL290             | 27 de setembre, 2000 | Socorro              | LINEAR         |
| 98332 - | 2000 SF294             | 27 de setembre, 2000 | Socorro              | LINEAR         |
| 98333 - | 2000 SC295             | 27 de setembre, 2000 | Socorro              | LINEAR         |
| 98334 - | 2000 SK295             | 27 de setembre, 2000 | Socorro              | LINEAR         |
| 98335 - | 2000 SP295             | 27 de setembre, 2000 | Socorro              | LINEAR         |
| 98336 - | 2000 SS295             | 27 de setembre, 2000 | Socorro              | LINEAR         |
| 98337 - | 2000 SX295             | 27 de setembre, 2000 | Socorro              | LINEAR         |
| 98338 - | 2000 SB296             | 27 de setembre, 2000 | Socorro              | LINEAR         |
| 98339 - | 2000 SG296             | 27 de setembre, 2000 | Socorro              | LINEAR         |
| 98340 - | 2000 SU296             | 28 de setembre, 2000 | Socorro              | LINEAR         |
| 98341 - | 2000 SF298             | 28 de setembre, 2000 | Socorro              | LINEAR         |
| 98342 - | 2000 SD299             | 28 de setembre, 2000 | Socorro              | LINEAR         |
| 98343 - | 2000 SR301             | 28 de setembre, 2000 | Socorro              | LINEAR         |
| 98344 - | 2000 SH302             | 28 de setembre, 2000 | Socorro              | LINEAR         |
| 98345 - | 2000 SQ304             | 30 de setembre, 2000 | Socorro              | LINEAR         |
| 98346 - | 2000 SW304             | 30 de setembre, 2000 | Socorro              | LINEAR         |
| 98347 - | 2000 SV306             | 30 de setembre, 2000 | Socorro              | LINEAR         |
| 98348 - | 2000 SM307             | 30 de setembre, 2000 | Socorro              | LINEAR         |
| 98349 - | 2000 ST309             | 24 de setembre, 2000 | Socorro              | LINEAR         |
| 98350 - | 2000 SL318             | 29 de setembre, 2000 | Haleakala            | NEAT           |
| 98351 - | 2000 SG323             | 28 de setembre, 2000 | Kitt Peak            | Spacewatch     |
| 98352 - | 2000 SX327             | 30 de setembre, 2000 | Socorro              | LINEAR         |
| 98353 - | 2000 SU328             | 27 de setembre, 2000 | Kitt Peak            | Spacewatch     |
| 98354 - | 2000 SM330             | 27 de setembre, 2000 | Kitt Peak            | Spacewatch     |
| 98355 - | 2000 SZ335             | 26 de setembre, 2000 | Haleakala            | NEAT           |
| 98356 - | 2000 SG336             | 26 de setembre, 2000 | Haleakala            | NEAT           |
| 98357 - | 2000 SS336             | 26 de setembre, 2000 | Haleakala            | NEAT           |
| 98358 - | 2000 SA337             | 26 de setembre, 2000 | Haleakala            | NEAT           |
| 98359 - | 2000 SN349             | 30 de setembre, 2000 | Anderson Mesa        | LONEOS         |
| 98360 - | 2000 SV354             | 29 de setembre, 2000 | Anderson Mesa        | LONEOS         |
| 98361 - | 2000 SG361             | 23 de setembre, 2000 | Anderson Mesa        | LONEOS         |
| 98362 - | 2000 SA363             | 21 de setembre, 2000 | Anderson Mesa        | LONEOS         |
| 98363 - | 2000 SL363             | 21 de setembre, 2000 | Anderson Mesa        | LONEOS         |
| 98364 - | 2000 SE364             | 20 de setembre, 2000 | Socorro              | LINEAR         |
| 98365 - | 2000 SK367             | 22 de setembre, 2000 | Haleakala            | NEAT           |
| 98366 - | 2000 TJ11              | 1 d'octubre, 2000    | Socorro              | LINEAR         |
| 98367 - | 2000 TP16              | 1 d'octubre, 2000    | Socorro              | LINEAR         |
| 98368 - | 2000 TU17              | 1 d'octubre, 2000    | Socorro              | LINEAR         |
| 98369 - | 2000 TA18              | 1 d'octubre, 2000    | Socorro              | LINEAR         |
| 98370 - | 2000 TW18              | 1 d'octubre, 2000    | Socorro              | LINEAR         |
| 98371 - | 2000 TL19              | 1 d'octubre, 2000    | Socorro              | LINEAR         |
| 98372 - | 2000 TO19              | 1 d'octubre, 2000    | Socorro              | LINEAR         |
| 98373 - | 2000 TC20              | 1 d'octubre, 2000    | Socorro              | LINEAR         |
| 98374 - | 2000 TD23              | 1 d'octubre, 2000    | Socorro              | LINEAR         |
| 98375 - | 2000 TU25              | 1 d'octubre, 2000    | Socorro              | LINEAR         |
| 98376 - | 2000 TN26              | 2 d'octubre, 2000    | Socorro              | LINEAR         |
| 98377 - | 2000 TV26              | 2 d'octubre, 2000    | Socorro              | LINEAR         |
| 98378 - | 2000 TY27              | 3 d'octubre, 2000    | Socorro              | LINEAR         |
| 98379 - | 2000 TN33              | 4 d'octubre, 2000    | Socorro              | LINEAR         |
| 98380 - | 2000 TR35              | 6 d'octubre, 2000    | Anderson Mesa        | LONEOS         |
| 98381 - | 2000 TP37              | 1 d'octubre, 2000    | Socorro              | LINEAR         |
| 98382 - | 2000 TP38              | 1 d'octubre, 2000    | Socorro              | LINEAR         |
| 98383 - | 2000 TL39              | 1 d'octubre, 2000    | Socorro              | LINEAR         |
| 98384 - | 2000 TG42              | 1 d'octubre, 2000    | Socorro              | LINEAR         |
| 98385 - | 2000 TN52              | 1 d'octubre, 2000    | Socorro              | LINEAR         |
| 98386 - | 2000 TR55              | 1 d'octubre, 2000    | Socorro              | LINEAR         |
| 98387 - | 2000 TU55              | 1 d'octubre, 2000    | Socorro              | LINEAR         |
| 98388 - | 2000 TM58              | 2 d'octubre, 2000    | Socorro              | LINEAR         |
| 98389 - | 2000 TP58              | 2 d'octubre, 2000    | Socorro              | LINEAR         |
| 98390 - | 2000 TC62              | 2 d'octubre, 2000    | Anderson Mesa        | LONEOS         |
| 98391 - | 2000 TL62              | 2 d'octubre, 2000    | Socorro              | LINEAR         |
| 98392 - | 2000 UC                | 18 d'octubre, 2000   | Bisei SG Center      | BATTeRS        |
| 98393 - | 2000 UG2               | 23 d'octubre, 2000   | Višnjan Observatory  | K. Korlević    |
| 98394 - | 2000 UH2               | 23 d'octubre, 2000   | Višnjan Observatory  | K. Korlević    |
| 98395 - | 2000 UQ2               | 24 d'octubre, 2000   | Desert Beaver        | W. K. Y. Yeung |
| 98396 - | 2000 US2               | 24 d'octubre, 2000   | Desert Beaver        | W. K. Y. Yeung |
| 98397 - | 2000 UC3               | 24 d'octubre, 2000   | Črni Vrh             | Črni Vrh       |
| 98398 - | 2000 UE4               | 24 d'octubre, 2000   | Socorro              | LINEAR         |
| 98399 - | 2000 UP4               | 24 d'octubre, 2000   | Socorro              | LINEAR         |
| 98400 - | 2000 UR7               | 24 d'octubre, 2000   | Socorro              | LINEAR         |